# Qian Songyan

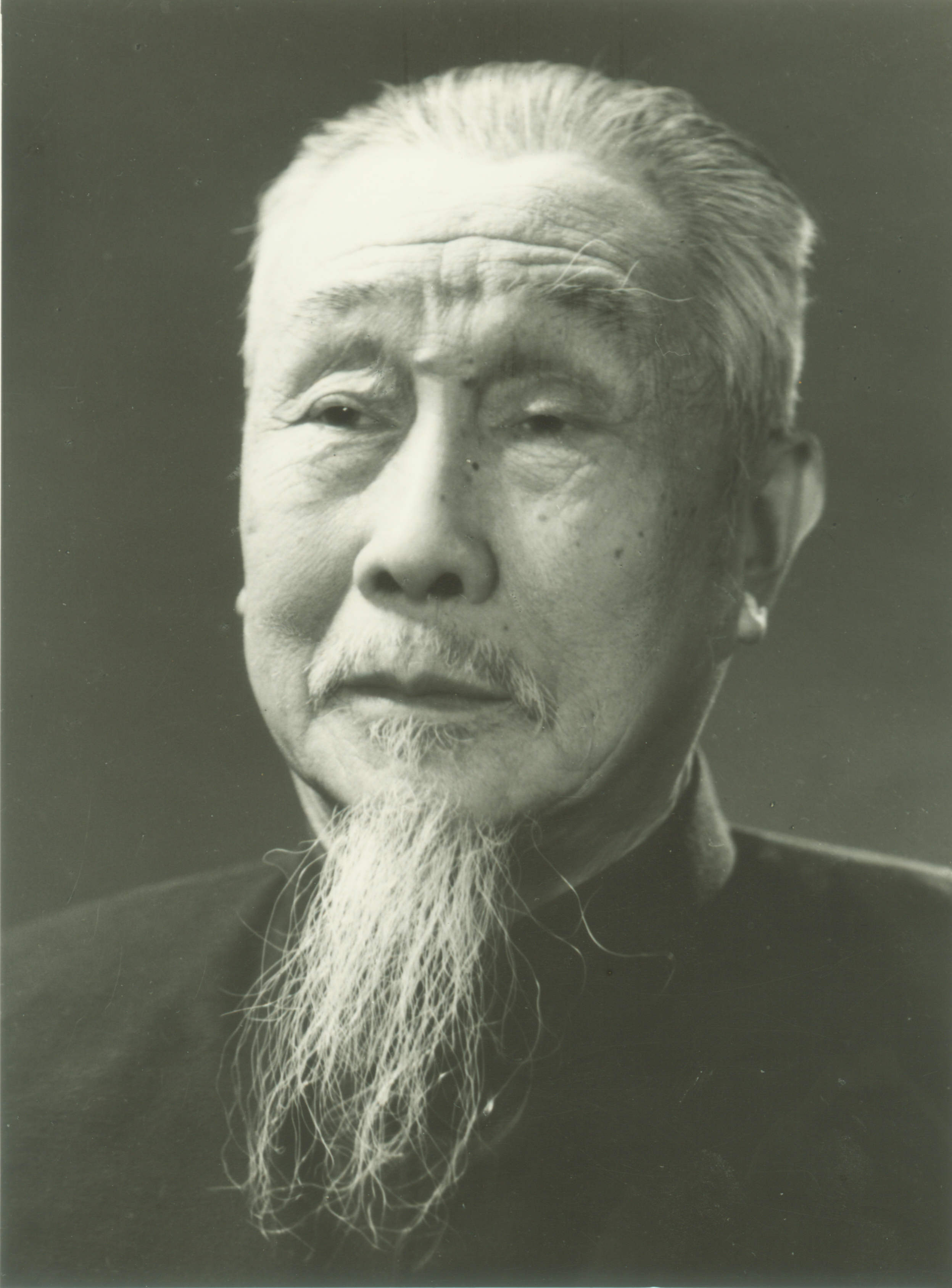
Qian Songyan 1978

Qian Songyan, chinesisch 錢松岩 (* 11. September 1899 in Hushu, Provinz Jiangsu; † 4. September 1985 in Nanjing) war ein chinesischer Maler. Er war geschäftsführender Direktor der Association of Chinese Artists und Ehrenvorsitzender der Jiangsu Branch of the Association of Chinese Artists sowie Präsident der Jiangsu Academy of Chinese Painting.

## Leben

### Kindheit und Jugend
Qian Songyan wurde 1899 in Hushu, einem kleinen Bauerndorf bei Yixing in der Provinz Yiangsu geboren. Sowohl sein Vater als auch sein Großvater und Urgroßvater waren als Lehrer tätig. Im Alter von acht Jahren besuchte er die private Dorfschule seines Vaters Qian Shaoqi und entwickelte bereits da ein starkes Interesse an Malerei und Kalligraphie.

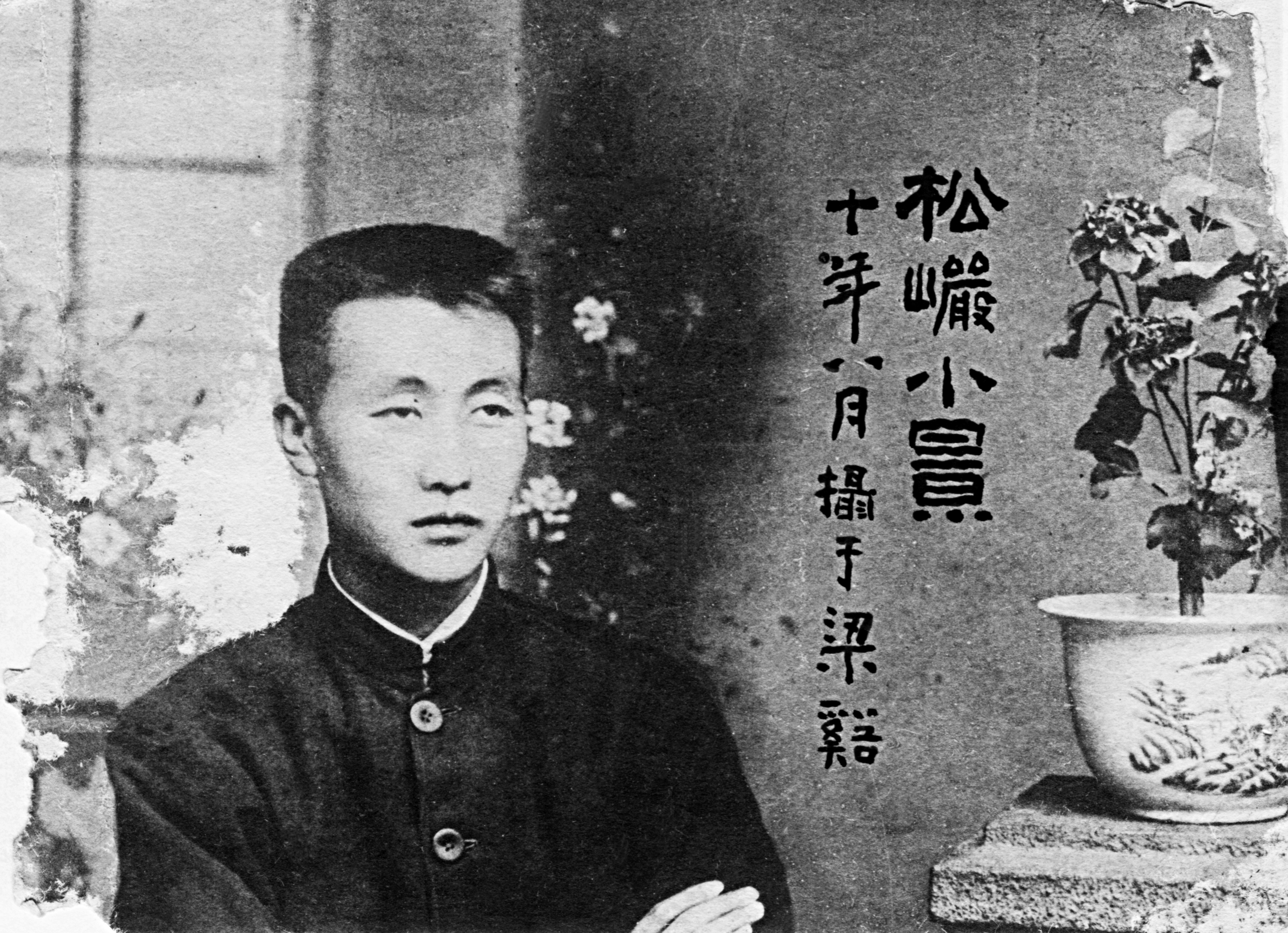
Qian Songyan 1921

Nach der Revolution von 1911 wurde sein Vater zum Rektor der ersten Grundschule von Yangxiang ernannt. Abweichend von der Schulmeinung seines Vaters empfand er den Lehrplan der Schule als nur wenig herausfordernd und begann ein 5-jähriges Studienprogramm, das zur Hälfte aus praktischer Feldarbeit und zur anderen Hälfte aus dem Studium der traditionellen Malerei, seiner Theorie und seinen Techniken bestand. Mit 15 porträtierte er die diesigen Berge seiner Heimatstadt. In dieser Zeit entstanden bereits viele Arbeiten zum dörflichen Leben und er war in der Umgebung schon bald bekannt als „Der kleine Maler“.
Noch 15, verließ er sein Elternhaus und besuchte die Oberschule (Third Senior Primary School of Yixing) im 30 Kilometer entfernten Guanlin. Im August 1918 wurde er im Alter von 19 Jahren mit herausragenden Prüfungsergebnissen auf dem Third Provincial College of Education (pädagogische Hochschule) Jiangsu in Wuxi aufgenommen, wo er von so berühmten Künstlern wie Hu Tinglu und Wu Guandai unterrichtet wurde. 1922 ging er zurück in sein Heimatdorf und heiratete Qin Chunli.

### Beruflicher Werdegang

#### Der Lehrer Qian Songyan
1923 schloss er die Pädagogische Hochschule in Wuxi ab. Obwohl die Hochschule ihm eine weiterführende universitäre Ausbildung oder ein Auslandsstudium nahelegte, ging er nach Suzhou und unterrichtete dort chinesische Sprache, Geschichte und Malerei und blieb dort für vier Jahre.
1926 wurde seine älteste Tochter Zijun geboren. Im August 1927 nahm er die Stelle des Rektors in einer Schule in Liyang an, wechselte dann aber bereits im Februar 1928 an die Kunstakademie Wuxi School of Fine Arts, an der er Landschaftsmalerei und Poesie lehrte. Dort blieb er bis Juli 1931, um dann an der pädagogischen Hochschule in Wuxi zu unterrichten.
Er beteiligte sich im April 1929 an der 1. Nationalen Kunstausstellung in Shanghai und erregte damit Aufsehen in der Kunstszene von Wuxi.
Im August 1932 wurde seine 2. Tochter XinLan geboren, 1933 gründete er zusammen mit Chen Jiucun die ZhenNan Correspondence School of Fine Arts. 1934 wurde sein Sohn Xishan und 1936 wurde seine dritte Tochter Xinmei geboren.
Am 7. September 1937 wurde die Wuxi School of Education im Zuge des Zweiten Japanisch-Chinesischen Kriegs von japanischen Bomben zerstört und Wuxi fiel an die Japaner. Qian Songyan suchte mit seiner Familie Schutz in seiner Heimatstadt Yixing.
1938 kehrte er nach Wuxi zurück und unterrichtete zuerst bis Januar 1941 an einer Hochschule dort. Bereits ab 1940 lebte er zunehmend vom Verkauf seiner Bilder, die er unter dem Namen „Meister von Qilu“ zeichnete. Landschaftsbilder, Vögel, Blumen und Chrysanthemen waren die Hauptmotive seiner Werke.
Im Oktober 1945 konnte er an die pädagogische Hochschule zurückkehren, die im Januar 1941 wegen der japanischen Besetzung geschlossen wurde und unterrichtete dort bis 1957.

#### Der Maler Qian Songyan

Qian Songyan, auf einen Fächer gemalt (1961)

1946 gründeten mehrere Künstler die Gesellschaft der schönen Künste, deren Vorsitzender er wurde. In den folgenden Jahren engagierte er sich in mehreren politischen Organisationen und trat 1954 in die kommunistische Partei ein.
Er zeigte auf der 1. Ausstellung der chinesischen Malerei 1956 in Nanjing zwei seiner Bilder und zog damit die Aufmerksamkeit sämtlicher Kunstkreise der Provinz Jiangsu auf sich.
1957 bekam er eine Anstellung im Vorbereitungskomitee der Akademie für chinesische Malerei von Jiangsu. Von da an reiste er viel zwischen Nanjing und Wuxi. Mit der Teilnahme an einer Ausstellung in Moskau markierte er den Beginn seiner fortgeschrittenen Landschaftsmalerei. 1959 unternahm er eine längere Reise zur Seidenstraße bis nach Datong. Auf dieser Reise entstanden mehr als 40 Landschaftsbilder sowie über 100 Skizzen und Zeichnungen.
Zusammen mit Yu Tongfu, Song Wenzhi, Wei Zixi, reiste er im November 1959 nach Lianyungang und schuf das großformatige Werk mit dem Titel Reise der 1000 Segelboote für den Salon JiangSu in der großen Halle des Volkes in Peking.
Die Akademie der chinesischen Maler in Jiangsu wurde im März 1960 offiziell gegründet und er wurde zum Direktor ernannt. Gleichzeitig wurde er Vizepräsident der Gesellschaft der Chinesischen Künste in Nanjing, was ihn bewog, auch in Nanjing zu leben. Zu dieser Zeit wurde vom Verlagshaus für Kunstwissenschaft in Shanghai sein erster Bildband „Die Bilder von Qian Songyan“ herausgegeben. Bereits im August folgte ein weiterer Bildband „Ausgewählte Arbeiten von Qian Songyan“ im Kunstverlagshaus in Wuxi.
Gemeinsam mit anderen Malern reiste er insgesamt 12.500 km quer durchs Land und wurde dabei von so bedeutenden Malern wie Fu Baoshi, Yaming, Song Wenzhi und Wei Zixi begleitet. In diesem Jahr malte er ein sehr großes Bild für das Museum für chinesische Geschichte. Der Titel lautete Zhenghe segelt nach Westen.
Im August 1962 schrieb er einen Artikel über seine Ideen zur weiteren Entwicklung der chinesischen Malerei und das Verlagshaus für Kunstwissenschaft in Shanghai veröffentlichte seinen Artikel zum Thema, wie die Landschaftsmalerei den Zeitgeist widerspiegelt.

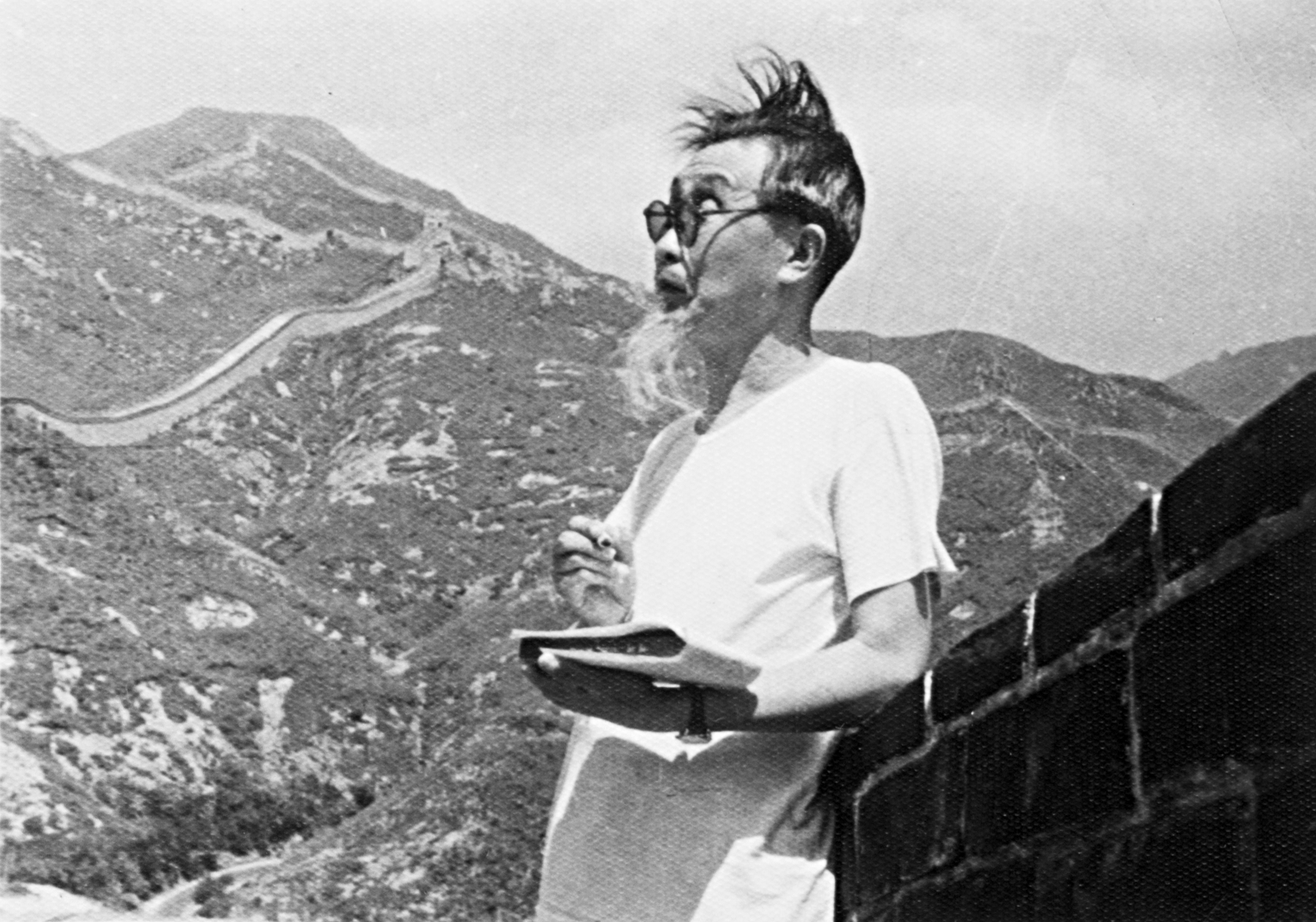
Auf der großen Mauer, Qian Songyan 1964

Nach zahlreichen Überarbeitungen vollendete er im Oktober 1962 das Bild Rote Felsen, welches in der Folge viele Male dupliziert wurde. Dieses Bild wird noch heute als Musterbeispiel im Lehrplan der chinesischen Kunsthochschule geführt. Im November zog er in seine Residenz Zhongyang Lu Nr. 117 in Nanjing.
1964, im Alter von 65 Jahren veranstaltete die chinesischen Künstlergesellschaft in Zusammenarbeit mit dem Ministerium für Kultur und Kunst eine Ausstellung seiner Werke in der staatlichen Kunstgalerie in Peking. Die Ausstellung dauerte 14 Tage und war ein voller Erfolg. Im Anschluss wanderte die Ausstellung nach Tianjin, Lanzhou, Shanghai und Hongkong. Von Juli bis August ging er wieder nach Peking und malte gemeinsam mit Fu Baoshi ein Bild für den Salon Peking in der Großen Halle des Volkes in Peking.
1965 erschien ein weiterer Bildband im Kunstverlag von Shanghai. Ein halbes Jahr lang reiste er ab August 1965 mit seiner Frau zu verschiedenen Orten in den Provinzen Shanxi und Jiangxi sowie nach Peking, um Skizzen zu machen.

### Die Kulturrevolution
Als im Juni 1966 die Kulturrevolution ausbrach, stellte er seine Malerei ein. 1967 wurde er als Landbesitzer, Bürokrat und Bürgerlicher beschuldigt. Er litt sehr unter der Konfiszierung seines Besitzes und den persönlichen Anschuldigungen und Verleumdungen und wurde zur „Umerziehung durch Arbeit“ gezwungen. Im Alter von 69 Jahren wurde er 1968 in das Dorf Zhaos in Jintan verschickt, um dort körperliche Arbeiten zu verrichten. Dazu gehörte auch das Brechen von Eis mit bloßen Händen und das Gemüsewaschen in einem strengen Winter. Beide Hände litten unter Arthritis. Nach einem Vorfall der Bewusstlosigkeit konnte er zur Genesung nach Nanjing zurückkehren.
Mittlerweile 70 Jahre alt, wurde er an die 57. Kaderschule, ein sogenanntes Erziehungslager, in den Vororten von Zhenjiang verschickt. Er malte heimlich auf Umschlägen und auf Zigarettenpapier, oftmals auf matschigen Boden. Gelegentlich unterhielt er sich mit dem Schriftsteller Zhao Pei bei der Feldarbeit. Am 6. Februar 1971 verließ er die Kaderschule und kehrte nach Nanjing zurück.

### Qian Songyan und das moderne China
Ein Jahr später wurde ihm erlaubt, wieder zu malen und er folgte der Führungsschicht des Kunst- und Kulturbüros der schönen Künste von Jiangsu. Er skizzierte die neu erbaute Nanjing-Jangtse-Brücke und die Kohleminen von Jiangnan.
Im Juli wurde er vom Außenministerium eingeladen, für das Büro des chinesischen Vertreters im Gebäude der Vereinten Nationen ein wandfüllendes Bild mit dem Titel Die chinesische Mauer zu malen.
Im August schrieb er den Artikel „Neue Wege, die aus dem Alten neue nationale Bilder kreieren“ und veröffentlichte diesen am 3. September 1972 in der Guangming Daily. 1973 nahm er an der Ausstellung für chinesische Malerei in Jiangsu teil.
Zur Zeit des Frühlingsfestes 1974 malte er in Wuxi für den Kunsthandwerksalon der Guangzhou-Messe ein ebenfalls riesiges Bild mit dem Titel Ewiger Frühling in der Pracht des Landes.
Mit dem Bild „Immergrüne Kiefer über Taishan“ nahm er an der Nationalen Ausstellung chinesischer Malerei teil. Das Bild wurde jedoch verboten und aus der Ausstellung genommen. 1975 besuchte er den 4. Nationalen Volkskongress in Peking. In dieser Zeit benannte er sein Wohnhaus in der Zhongyang Lu als „Wan Shi Lou“ (unerschütterliches Haus aus Stein).
Im April besichtigte er in Yangzhou ein für die Hydraulik zentrales Ingenieursprojekt und malte anschließend den Slender West Lake, einen schönen See bei Yangzhou. Im November ging er mit seiner Familie zurück in seine Heimatstadt, wo er viele bekannte Plätze wieder sah und malte.

### Die Zeit der großen Bilder
In dieser Zeit entstanden viele seiner großflächigen und wandfüllenden Bilder. 1976 malte er ein riesiges Bild namens Die große Mauer für die chinesische Botschaft in Tschechien.

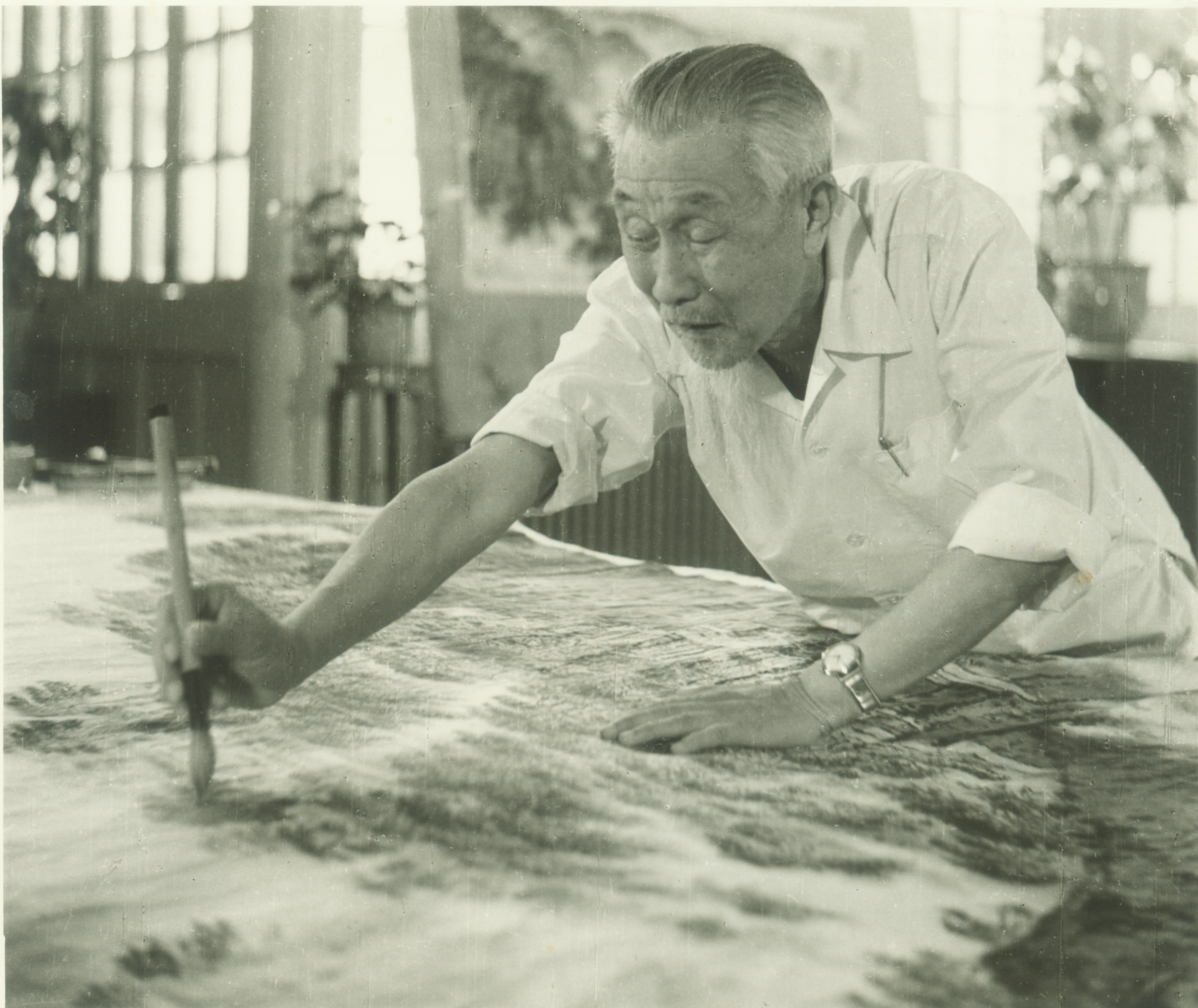
1977 – Qian Songyan malt im Beijing Hotel

1977 diente er der reaktivierten Akademie der Chinesischen Malerei von Jiangsu, dessen Direktor er wurde und schuf das kolossale Bild der Morgenröte im Garten der Dattelbäume für die Gedenkhalle für den Vorsitzenden Mao.
Im Juli malte er das ebenfalls riesige Bild Der Wasserfall von Jinggangshan für das Hotel Peking sowie Der Südsee von Jiaxing für den Flughafen Peking.
Im Juni 1978 erlitt er einen Hitzschlag, von dem er sich nach einem Klinikaufenthalt wieder erholte. 1978 begann er mit Fingern zu malen, welches weiter vielseitige Ergebnisse hervorbrachte.
1979, mittlerweile 80 Jahre alt geworden, veranstaltete die Staatsgalerie von Jiangsu eine Ausstellung für ihn und präsentierte 80 seiner Werke aus verschiedenen Perioden.
Im Juni besuchte er den 5. Nationalen Volkskongress in Peking und wurde vom Kulturministerium eingeladen, für den Sommerpalast ein Bild zu malen. Im Oktober besuchte er den 4. Kongress des chinesischen Literatur- und Kunstverbands. In diesem Jahr erschien ein weiterer Bildband von ihm. Am 15. Oktober 1979 wurde sein Bild Die unendliche Schönheit der Großen Mauer dem französischen Präsidenten Valéry Giscard d’Estaing zum Staatsgeschenk gemacht.
Im April 1980 nahm er am Kongress der Chinesischen Gesellschaft für Literatur und Kunst teil. Kurz wurde er auf dem Kongress der Chinesischen Künstler-Vereinigung Jiangsu zum Ehrenpräsidenten gewählt.
Im August erschien ein weiterer Bildband von ihm mit 101 Werken mit einem Vorwort von Lai Shaoqi. Im Oktober schrieb er das Vorwort in dem gerade erschienenen Buch „Gelegentlicher Austausch im Feld – Dialoge mit dem Kameraden Qian Songyan“ von Zhao Pei, mit dem er zusammen in der Erziehungsanstalt war.
Mit 82 Jahren beteiligte er sich 1981 an der Kunstausstellung von Jiangsu.
Von April bis September 1982 verbrachte er sieben Monate mit der Arbeit des Gemäldes „Spektakuläre Szenen vom Taihusee“, welches er für den Salon Jiangsu der Großen Volkshalle in Peking schuf. Im September kehrte er nach Nanjing zurück und stellte einen Wiederaufnahmeantrag in die kommunistische Partei, in die er im Januar 1983 als Mitglied wieder aufgenommen wurde, im Februar 1984 wurde er als Vollmitglied anerkannt.

### Die Filmdokumentation des Filmstudios Shanghai
Von Juli bis November hielt er sich bei seiner ältesten Tochter in Peking auf. In dieser Zeit begann ein Filmstudio aus Shanghai eine Dokumentation über seine Kunst zu drehen. Im August erschien der Band „Fingerbilder“, der aus mit den Fingern gemalten Bildern bestand. Im November kehrte er nach Nanjing zurück und malte „Kiefern in Xiangshan“.
Am 21. Januar 1984 verstarb seine Frau Qin Chunli infolge von Hirnblutungen. Er selbst wurde im März wegen geschwollener Beine und Appetitlosigkeit im Krankenhaus behandelt, wobei Magenkrebs diagnostiziert wurde. Am 6. April unterzog er sich einer Operation, in der 90 Prozent seines Magens entfernt wurden.
Im April wurden 100 seiner Werke in der Ausstellung „Die neuesten Werke von Qian Songyan“ in der Kunst-Galerie Jiangsu gezeigt.
Im Juni empfing er einen Gesandten der Regierung von Wuxi. Er plante, 100 seiner Bilder der Stadt zu schenken, ebenso seine private Residenz. Es wurde beschlossen, sein Haus zu einer Gedenkstätte umzugestalten. Ende Juni wurde er aus dem Krankenhaus entlassen und zog in das Sanatorium Zhongshanling.

### Krankheit und Tod
Ungeachtet seiner Krankheit und seiner zerbrechlichen Gesundheit beeilte er sich, seine Manuskripte und poetischen Aufzeichnungen zu ergänzen. Anfang 1985 erschien ein weiterer Bildband und es folgten Ausstellungen in Fujian und Hangzhou. Im April kam ein Vertreter der Stadt Yixing, um seine Bilderspende entgegenzunehmen.
Seine jüngste Tochter Xinmei organisierte im Mai eine Ausstellung für ihn an der Staatsgalerie Shandong in Jinan.
Mitte Mai machte das Filmteam des Filmstudios Shanghai zusätzliche Aufnahmen für ihre Dokumentation. Bei guter Verfassung begleitete er das Team zu vielen Plätzen, einschließlich des Tempels Linggu, des Mausoleums MingXiaoling und des Mochou-Sees.
Am 30. Mai bekam er hohes Fieber, welches von einer Lungenentzündung herrührte und er wurde im Zustand der Bewusstlosigkeit ins Krankenhaus eingeliefert. Am 22. August hatte sich der Magenkrebs auf Leber und Gallengang ausgeweitet und verursachte eine Leberzirrhose. Als er am 25. August nochmals das Bewusstsein erlangte, fragte er nach den wichtigsten Neuigkeiten, die sich im Land ereignet hatten.
Am 4. September 1985, sieben Tage vor seinem 87. Geburtstag, starb Qian Songyan um 5:08 Uhr im Alter von 86 Jahren.
Am 11. September wurde in der Halle des Parteikomitees Jiangsu in Nanjing die Trauerfeier abgehalten. Es kamen über 500 Trauergäste, darunter Vertreter aller Richtungen aus ganz China. Zusammen mit seinem Porträt wurde seine Asche in einem Schrein aufgebahrt, flankiert von einem schwermütigen Gedicht:
Ein Meister seiner Epoche, der Beides verstand, die Tradition und die Erneuerung. Mit seiner Hände Arbeit und immer genügsam ist er ein Vorbild der Menschen für 1.000 Jahre.
In den Folgejahren stießen seine Werke zunehmend auch auf internationales Interesse und werden heute in großen und bekannten Auktionshäusern wie z. B. Sotheby’s und Christie’s gehandelt.

### Kunstmuseum Quan Songyan
Über viele Jahre engagierte sich seine jüngste Tochter Qian Xinmei für das Werk ihres Vaters. Neben verschiedenen Bildbänden organisierte sie immer wieder Ausstellungen und legte mit einer umfangreichen Bildspende den Grundstein für das zu seinen Ehren gebaute Kunstmuseum in Yangxiang in Yixing, welches am 19. Oktober 2019 feierlich eröffnet wurde.

## Werke (Auswahl aus dem Bildband Qian Songyan von Qian Xingmei)

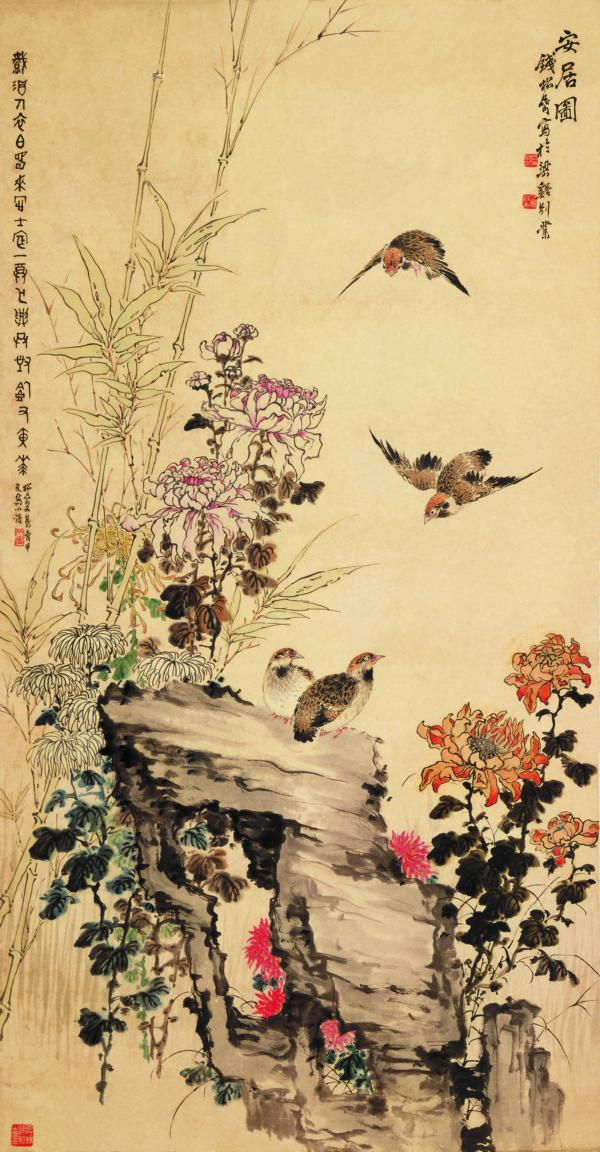
„Harmonie“, Qian Songyan Orakelschrift

- 1926: „10.000 Bambus nach dem Regen“
- 1928: „Nanguo Schule“
- 1936: „Yu Berg Tor des Schwertes“
- 1939: „Der einzige Weg auf den Hua Berg“
- 1943: „Studien im Sommer unter den Kiefern im Schatten“
- 1940er (genaues Datum unbekannt): „Harmonie“  (Kalligraphie in Schriftform Orakelknochen)
- 1946: „Gesundes Langes Leben“
- 1957: „Moskau - Peking“  anlässlich des 40. Jahrestags der Oktoberrevolution in Russland
- 1959: „Kohlentransport“
- 1961: „Huang Berg über dem Nebel“  (Beihai / Nordmeer), Fächerbild
- 1961: „Rote Felsen“
- 1961: „Gigantischer Fluss und Berge“
- 1960er (genaues Datum unbekannt): „Meiyuan“
- 1970: „Yanan“
- 1970er (genaues Datum unbekannt): „Zhong Nan Hai“ (Zhongnanhai), Fingermalerei
- 1978: „Wasserfall“
- 1970 (Mitte, genaues Datum unbekannt): „Die unendliche Schönheit der Großen Mauer“
- 1981: „Xiaoxiang Haus“  (Wohnhaus von Cao Xueqin)
- 1981: „Am Taihu“
- 1982: „Erinnerung an die Heimat“
- 1984: „Frühling am Mochou“
- 1985: „Ewig lange Harmonie“ anlässlich des internationalen Tages der Jugend in Nanjing